# Сборная Багамских Островов по пляжному футболу
Сборная Багамских Островов по пляжному футболу (англ. Bahamas national beach soccer team) — национальная команда, которая представляет Багамские Острова на международных соревновательных дисциплинах по пляжному футболу. Управляется Футбольной ассоциацией Багамских Островов.
Багамы единственный раз участвовали в розыгрышах чемпионатов мира на домашнем турнире 2017 года.
По состоянию на май 2024 года Багамские Острова в мировом рейтинге пляжного футбола занимают 27 место и 5 место в зоне КОНКАКАФ.

## История
Впервые на международном уровне сборная Багамских Островов выступила в 2009 году в рамках квалификации на чемпионат мира. На групповом этапе команда проиграла в двух матчах против США (2:6) и Коста-Рики (0:3). В игре за пятое место багамцы оказались слабее Канады (3:4).
Дебютировать на чемпионате мира сборной удалось в 2017 году, когда мундиаль проходил на Багамах и команда получила автоматическую путёвку. Накануне мундиаля карибскую сборную инструктировал Анжело Ширинци и в апреле 2016 года Багамы провели две товарищеские игры против Швейцарии (3:13 и 6:9). Летом 2016 года команда провела несколько недель в турне по Европе, где сыграла товарищеские матчи с Таити, Эстонией, Швейцарией и США.
Первые две игры группового этапа мундиаля хозяева проиграли Швейцарии (2:3) и Сенегалу (1:10). В последней игре карибская команда одержала победу над Эквадором (4:1), но из-за двух поражений не смогла выйти в следующий раунд. На турнире Багамы выступали под руководством бразильского специалиста Александре Соареша.
На Кубке Багамских Остров 2018 года хозяева заняли последнее четвёртое место. В 2022 году команда смогла стать победителем турнира, а Лесли Сен-Флер и Майкл Батлер получили награды как лучший бомбардир и лучший вратарь соответственно.
Команда также приглашалась на Китайско-южноамериканский кубок 2019 года, где заняла 4 место из 6 команд, а Лесли Сен-Флер с 8 голами стал лучшим бомбардиром турнира. Успешная игра Сен-Флера способствовала его включению в число 50 лучших пляжных футболистов планеты по итогам 2019 года и приглашению в датский «Копенгаген» для участия в Кубке чемпионов мира.
В апреле 2021 года багамская сборная провела три выставочных игры против сборной звёзд Национальной лиги пляжного футбола США (5:1, 3:3 и 2:1 по пенальти, 4:1).
На пляжных играх Центральной Америки и Карибского бассейна 2022 года Багамы финишировали четвёртыми, уступив в игре за бронзовые медали Мексике (2:7). Лучший результат на чемпионате КОНКАКАФ сборная показала на турнире 2023 года, когда заняла четвёртое место, проиграв в матче за бронзу Сальвадору (2:3).

## Статистика

### Чемпионат мира
| Год         | Раунд                  | Место                  | И                      | В                      | П                      | ГЗ                     | ГП                     |
| ----------- | ---------------------- | ---------------------- | ---------------------- | ---------------------- | ---------------------- | ---------------------- | ---------------------- |
| 2005 — 2008 | не участвовала         | не участвовала         | не участвовала         | не участвовала         | не участвовала         | не участвовала         | не участвовала         |
| 2009 — 2015 | не прошла квалификацию | не прошла квалификацию | не прошла квалификацию | не прошла квалификацию | не прошла квалификацию | не прошла квалификацию | не прошла квалификацию |
| 2017        | Групповой этап         | 11 место               | 3                      | 1                      | 2                      | 7                      | 14                     |
| 2019 — 2024 | не прошла квалификацию | не прошла квалификацию | не прошла квалификацию | не прошла квалификацию | не прошла квалификацию | не прошла квалификацию | не прошла квалификацию |
| 2025        | ожидается              | ожидается              | ожидается              | ожидается              | ожидается              | ожидается              | ожидается              |
| Всего       | 1/23                   | 1/23                   | 3                      | 1                      | 2                      | 7                      | 14                     |

### Чемпионат КОНКАКАФ
| Год         | Раунд             | Место          | И              | В              | П              | ГЗ             | ГП             |
| ----------- | ----------------- | -------------- | -------------- | -------------- | -------------- | -------------- | -------------- |
| 2005 — 2008 | не участвовала    | не участвовала | не участвовала | не участвовала | не участвовала | не участвовала | не участвовала |
| 2009        | Матч за 5-е место | 6 место        | 3              | 0              | 3              | 2              | 9              |
| 2010        | Групповой этап    | 8 место        | 3              | 0              | 3              | 10             | 18             |
| 2013        | Матч за 5-е место | 6 место        | 4              | 2              | 2              | 15             | 13             |
| 2015        | Матч за 7-е место | 7 место        | 6              | 3              | 3              | 26             | 30             |
| 2017        | Матч за 5-е место | 6 место        | 6              | 4              | 2              | 20             | 14             |
| 2019        | 1/4 финала        | 6 место        | 4              | 2              | 2              | 25             | 17             |
| 2021        | 1/4 финала        | 7 место        | 4              | 1              | 3              | 19             | 17             |
| 2023        | Матч за 3-е место | 4 место        | 6              | 3              | 3              | 20             | 17             |
| Всего       | 7/9               | 7/9            | 35             | 15             | 20             | 137            | 135            |